# Ханс Айслер
Ханс Айслер (6 юли 1898 – 6 септември 1962) е германски и австрийски композитор, обществен деец, професор, член на германската академия на изкуствата. Автор е на работнически революционни песни, на музиката на националния химн на Германската демократична република – 1950 г., на хорови, симфонични и музикални сценични творби, на филмова музика. Печели Национална награда през 1950 и 1958 г.

## Биография
Роден е в Лайпциг. Баща му Рудолф Айслер е професор по философия. През 1901 г. семейството се премества във Виена. Сестра му е Рут Фишер (Елфриде Айслер), лидер на Комунистическата партия на Германия през 1920 г. и автор на „Сексуалната етика на комунизма“. Брат му Герхарт Айслер е журналист.
По време на Първата световна война Ханс Айслер служи като войник на предната линия в австро-унгарската армия и е ранен на няколко пъти в битка. Връщайки се към Виена след поражението на Австрия, той учи от 1919 до 1923 при Арнолд Шьонберг. Айслер е един от учениците на Шьонберг, използвал додекафония или серийна техника. Той се жени Шарлот Демант през 1920 г. и се разделя с нея през 1934 г.

## Памет
Висшето училище за музика „Ханс Айслер“ (Hochschule für Musik „Hanns Eisler“), основано 1950 г. в Източен Берлин, през 1964 е наречено на негово име.